# St. Marien (Sulzbach-Rosenberg)

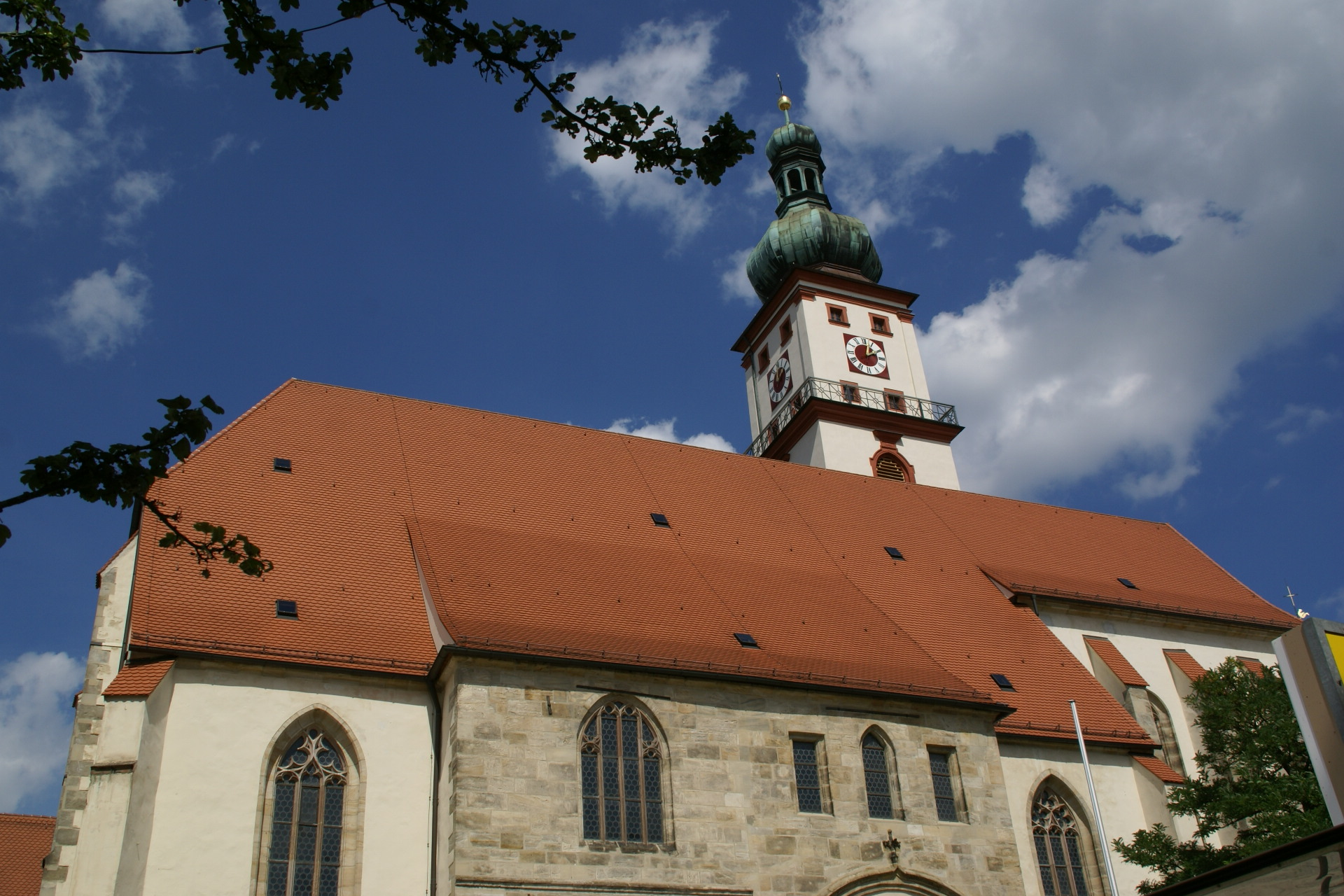
Die Stadtpfarrkirche St. Marien

Die Stadtpfarrkirche St. Marien ist die römisch-katholische Pfarrkirche des Stadtteils Sulzbach der Stadt Sulzbach-Rosenberg in der Oberpfalz. Erbaut wurde sie im 14. Jahrhundert und bis in die Mitte des 20. Jahrhunderts hinein als Simultankirche genutzt.

## Geschichte
Ein romanischer Vorgängerbau der Kirche mit angrenzender romanischer St.-Leonhards-Kapelle bestand vermutlich bereits seit dem 11. Jahrhundert. Mit dem Bau der heutigen Kirche wurde erst Mitte des 14. Jahrhunderts begonnen, als Sulzbach Verwaltungssitz von Neuböhmen wurde und somit an das Herrschaftsgebiet der Böhmischen Krone fiel. Kaiser Karl IV. sandte 1355 wertvolle Reliquien aus Plzeň, mit der Aufforderung die Stadtpfarrkirche zu vergrößern. In den 1360er Jahren wurde so der gotische, einschiffige Chorraum angefügt. Mit der Errichtung des dreischiffigen Langhauses mit vier Jochen wurde erst 1412 begonnen und konnte 1431 mit der Weihe zweier Seitenaltäre vorerst abgeschlossen werden, bevor es 1488 um je eine Seitenkapelle im Süden und Norden erweitert wurde.

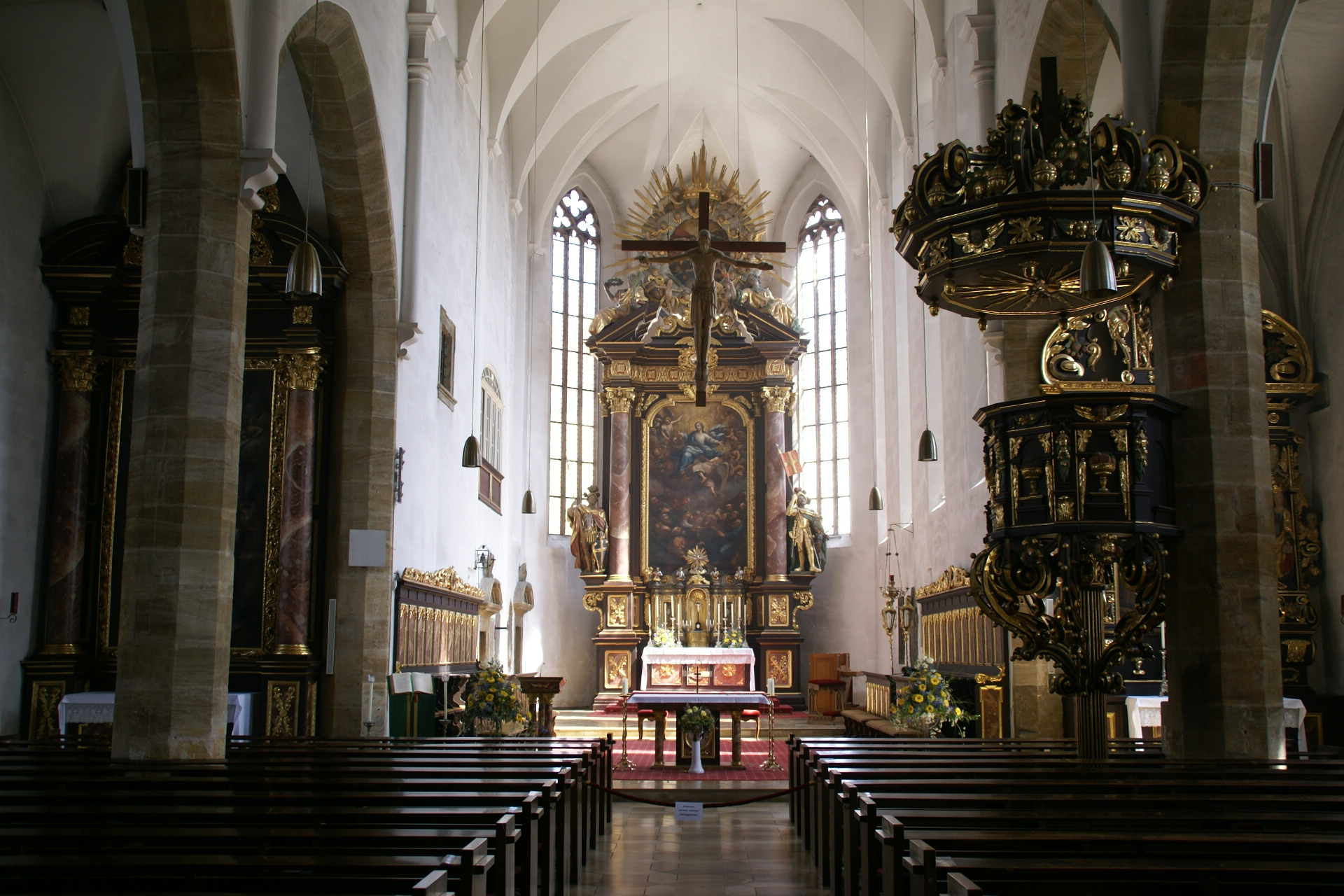
Blick zum Chorraum

1526 erfolgte der nachträgliche Einbau einer gewölbten Westempore in das Langhaus. Nur drei Jahre darauf wurde ein zweistöckiger Anbau für die mittelalterliche Kirchenbibliothek unternommen. Im Obergeschoss wurde die Bibliothek und im Untergeschoss das Beinhaus eingerichtet. Im Jahr 1552 wurde der Kirchturm durch einen Brand zerstört und bis 1562 wieder aufgebaut, diesmal höher als zuvor. Im Zuge der Reformation wurden alle Altäre und Bilder aus der Kirche entfernt, nur der Hochaltar und die Kreuze verblieben im Gebäude. Außerdem wurden alle Fresken überstrichen.

## Baulichkeit
Ihrem dreischiffiges Langhaus ist eine Pseudobasilika ein. Das über alle drei Schiffe gespannte Dach lässt das Gotteshaus als eine Hallenkirche erscheinen, durch die Überhöhung des Mittelschiffs wirkt sie von innen aber wie eine Basilika. Die Wandzonen über den niedrigeren Seitenschiffen, die sog. Obergaden, besitzen wegen der einheitlichen Bedachung keine Fensteröffnungen.

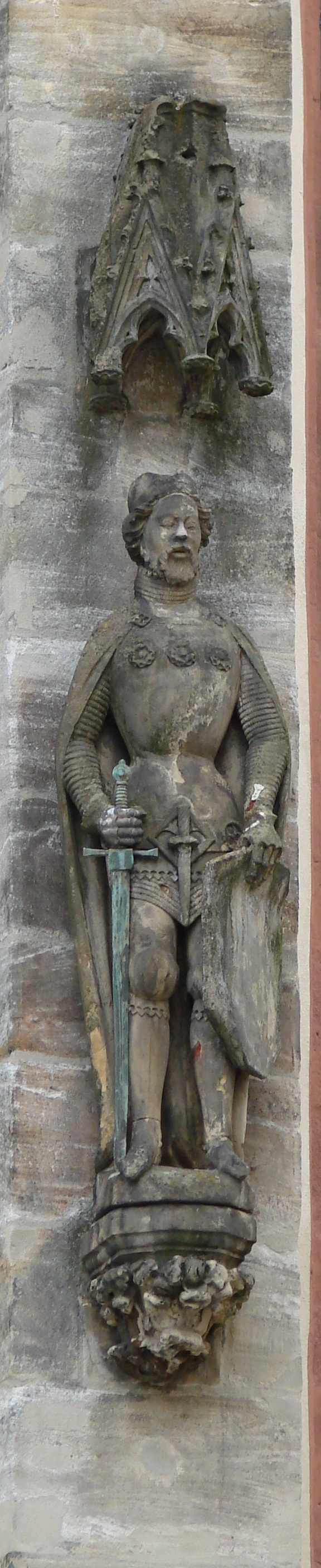
Figur des Hl. Wenzel

Am südöstlichen Strebepfeiler des gotischen Chors befindet sich die lebensgroße Statue eines bärtigen Mannes in Rüstung mit Herzogshut. Diese um 1380/90 entstandene Figur wird zumeist als Kaiser Karl IV. gedeutet, wird aber aufgrund ikonografischer Merkmale als der Hl. Wenzel gedeutet. Bei diesem Nationalheiligen von Böhmen dominiert seit dem 14. Jahrhundert die Darstellung in Rüstung und mit Herzogshut. Üblicherweise wird er mit einer Lanze, durch die er den Märtyrertod erlitt und mit einem Schild mit dem Adler als Amtszeichen eines deutschen Herzogs dargestellt. Nach einer 1648 verfassten Nordgauchronik hatte die Figur anstelle des nun vorhandenen Schwertes tatsächlich eine Lanze in der Hand. Der Reichsadler auf dem Schild ist verblasst. Die Sandsteinfigur wird der böhmischen Bildhauerfamilie Parler zugeschrieben. Die Figur steht auf einer Blattkonsole, die auf der Unterseite eine Fratze zeigt. Der pyramidenstumpfförmige Baldachin wird von den vier Seiten eines Fünfecks gebildet, die in Form sog. Wimperge gestaltet sind und unten in Rosen enden. Die Rüstung besteht aus einem Lentner, diesen zieren im Brustbereich drei Rosen und an seinem unteren Ende stilisierte Blätter. Darunter trägt die Figur ein Kettenhemd, das bis über die Handgelenke reicht und in der Leistengegend v-förmig gestaltet ist. Eine Halsberge vervollständigt die Rüstung. Typisch für die Zeit ist der Dupsing, der als Waffengürtel geführt wird. Hier trägt er einen Dolch, was der Mode seiner Zeit entspricht. In der Rechten hält er eine Tartsche. Zudem trägt er einen bis zum Boden reichenden Schultermantel, der an der Brust von einem Querband zusammengehalten wird.

## Innenausstattung
Nach der Zeit der Reformation wurde in den 1640er Jahren die Kirche wieder eingerichtet und bekam in dieser Zeit einen neuen Seitenaltar auf der rechten Seite und eine Kanzel sowie einen neuen Fußboden aus Solnhofener Plattenkalk. Johann Rampino errichtete 1692
bis 1696 den Kirchturm, nachdem dieser ein Jahr zuvor eingestürzt war und große Schäden an Bauwerk und Einrichtung verursachte.
Zu Beginn des 18. Jahrhunderts erhält St. Marien einen neuen linken Seitenaltar (1702), eine neue Orgel (1702) und einen neuen Hochaltar mit dem Gemälde der Mariä Aufnahme in den Himmel (1710) des Barockmalers Hans Georg Asam sowie einen evangelischen Altar (1732). Wegen des Simultaneums zwischen den beiden christlichen Konfessionen in der Stadt wurden im 19. Jahrhundert wenig bauliche Veränderungen vorgenommen, weswegen der barocke Stil bis heute größtenteils erhalten geblieben ist. Erst im Jahr 1866 fand eine große Innenrenovierung der Kirche statt, bei der Buntglasfenster im Nazarenerstil zu beiden Seiten des Hochaltars eingesetzt wurden.
Bis zur Erweiterung des Langhauses von 1488 lag das sog. Hochzeits- oder Ehetor an der Stelle der heutigen Taufkapelle am Südeingang der Kirche. Auf der Innenseite sieht man noch den doppelten Öffnungsbogen mit einem Gewände aus Kehlen und Stäben. Die von zwei Engeln getragene Figurenkonsole am Mittelpfeiler ruht auf einer Fratze, welche das Böse von der Kirche fernhalten sollte. Im Portalbereich hat sich auch die ursprüngliche Bemalung aus Ranken und einem Kreuzblumenmuster erhalten. Das Fresko im darüberliegenden Bogenfeld zeigt die Verkündigung Mariens.

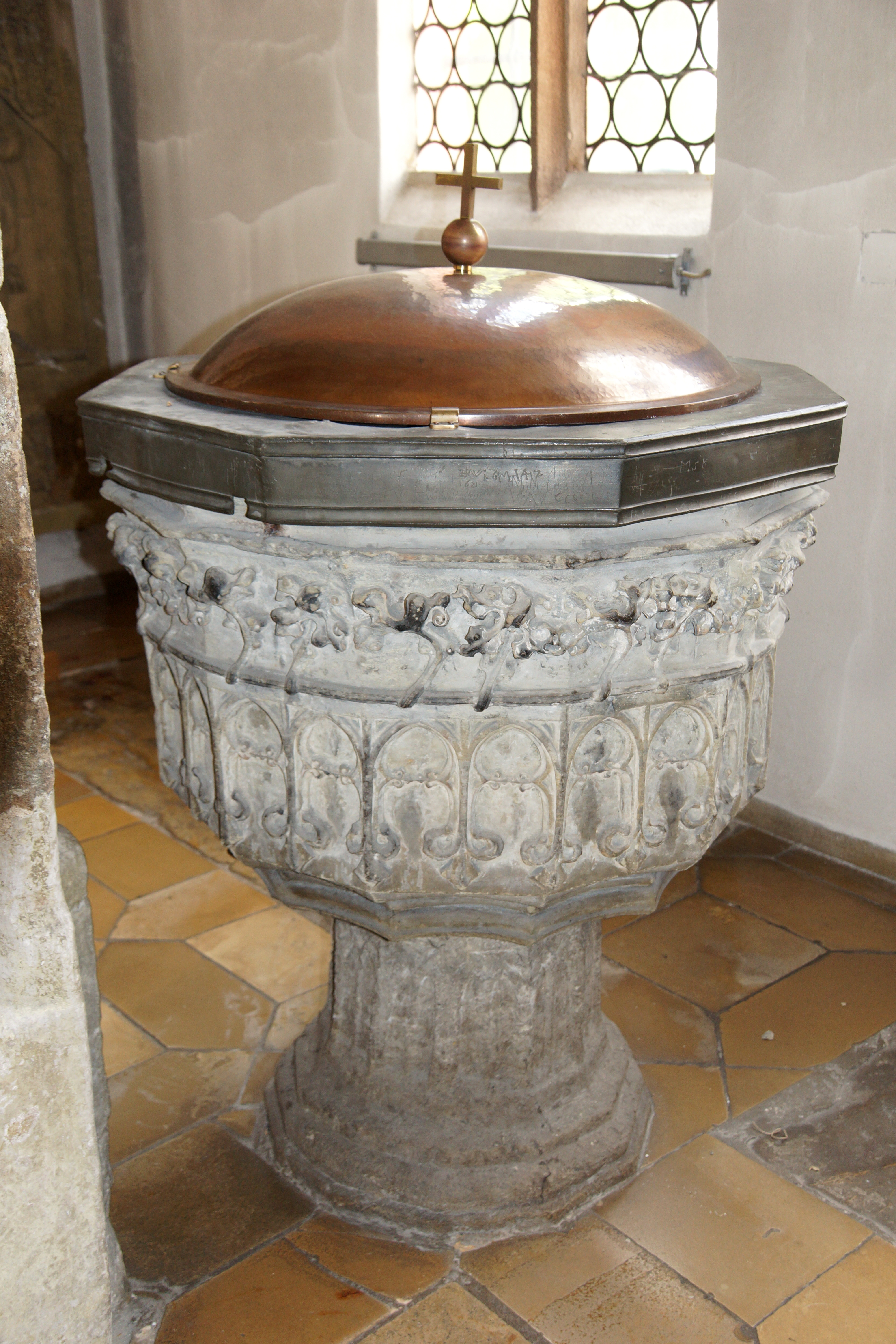
Taufbecken in der Kirche St. Marien

In der Mitte der Taufkapelle befindet sich ein Taufstein aus dem 15. Jahrhundert. Das zwölfseitige Becken ist aus Sandstein gefertigt, in der oberen Zone besitzt es feingliedriges Laubwerk, darunter folgt ein Spitzbogenfries, das in Lilien ausläuft. Der Fuß des Taufsteins besteht aus Dolomit, der flache Maßwerksarkaden aufweist. Eventuell stammt er von einem älteren Becken. In die Zinnabdeckung des Taufsteins sind Namen eingeritzt, deren älteste von 1569 datieren.
Erwähnenswert ist auch die spätgotische Sakristeitür aus dem 15. Jahrhundert, sie befand sich ursprünglich im heute vermauerten Eingang zum Turmuntergeschoss und wurde beim Neubau der Sakristei wiederverwendet. Die schmiedeeisernen Beschläge spalten sich in Rankenwerk auf, durch die Verwendung von Ziernägeln wird eine dekorative Wirkung erzielt. Das ausladende Schließblech besitzt eine Schlüsselführung in Geweihform, welche bei fehlenden Beleuchtungsmitteln in früherer Zeit das Finden des Schlüssellochs erleichterte. Anstelle der Klinke besitzt die Tür einen innen hohl gearbeiteten Zugring. Der heute vorhandene Schlüssel stammt aus der Barockzeit.
Das 20. Jahrhundert ist geprägt von zahlreichen Außen- und Innenrenovierungen, nachdem 1957 das immer noch bestehende Simultaneum aufgelöst wurde.